# NGC 4051
NGC 4051 هي مجرة تتبع كوكبة الدب الأكبر. اكتشفها ويليام هيرشل في 1788.

## روابط خارجية
- NGC 4051 على موقع ويكي سكاي: DSS2, SDSS, GALEX, IRAS, Hydrogen α, X-Ray, Astrophoto, Sky Map, Articles and images